# Остани Ірану
Територія Ірану адміністративно поділяється на 31 провінцію, які мають назву остан (перс. استان остан, множина استان‌ها останха). Кожним останом керує остандар (перс. استاندار), еквівалентом якого є посада генерал-губернатора, якого призначає Міністерство внутрішніх справ Ірану за узгодженням кабінету міністрів. Остандар управляє останом зі столиці остану — марказу (перс. مركز), який зазвичай є найбільшим містом провінції. 

## Сучасна історія

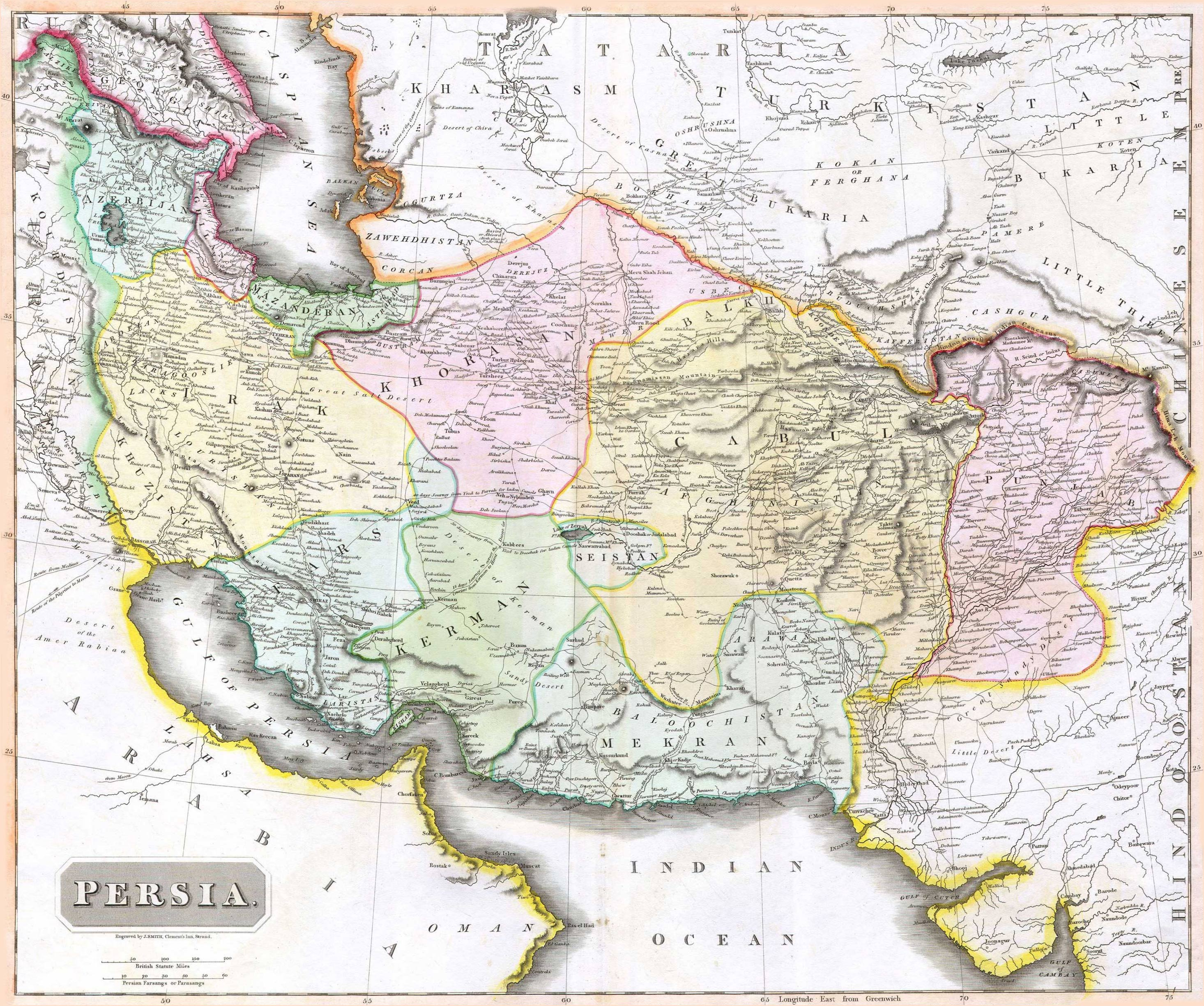
Карта Томсона адміністративного поділу Персії 1814 року

Згідно з Британською енциклопедією, в 1908 році Персія мала 35 окремих адміністративних одиниць:
Провінції
1. Арабістан і Бахтіярі
2. Астарабад і Гурган
3. Азербайджан
4. Фарс
5. Геррус
6. Ґілян і Таліш
7. Хамадан
8. Ірак, Гульпайган, Хунсар, [Кеззаз, Феракан і Тузірхан]
9. Ісфахан
10. Кашан
11. Казвін
12. Керман і Балучістан
13. Керманшах
14. Камсех
15. Хар
16. Хорасан
17. Кум
18. Курдистан
19. Лурестан і Буруджірд
20. Мазандаран
21. Мехавенд, Малаїр і Камерех
22. Савах
23. Самнан і Дамган
24. Шахруд і Бостан
25. Тегеран
26. Зеренд і Багдаді Шахсевенс

Залежні території
1. Асадабад
2. Демавенд
3. Фірузкух
4. Джозенекан
5. Кангавер
6. Натанз
7. Таром Улія
8. Харакан

До 1950 року Іран був поділений на 12 останів: Ардалан, Азербайджан, Балучістан, Фарс, Ґілян, Арак-е Аджам, Хорасан, Хузестан, Керман, Ларестан, Лорестан і Мазандаран.
1950 року в Ірані відбулась реформа за якою утворилось 10 останів з підлеглими управами: Ґілян, Мазандеран, Східний Азербайджан, Західний Азербайджан, Керманшах, Хузестан, Фарс, Керман, Хорасан, Ісфахан.
Від 1960 до 1981 управи одна за одною підняли свій статус до останів. Відтоді були створені ще декілька нових провінцій. Передостання реформа відбулась 2004 року, коли Хорасан був розділений на три нові остани. 2010 рокуостан Альборз відділився від остану Тегеран.

## Теперішні остани
| Остан                   | Марказ (центр) | Площа (км²) | Населення  | Густота населення (осіб/км²) | кількість шахрестанів (областей) | Примітки | Мапа |
| ----------------------- | -------------- | ----------- | ---------- | ---------------------------- | -------------------------------- | --- | ---- |
| Альборз                 | Карадж         | 5,833       | 2,412,513  | 413.6                        | 4                                | До 23 червня 2010 року Альборз був частиною остану Тегеран. |      |
| Ардебіль                | Ардебіль       | 17,800      | 1,248,488  | 70.1                         | 9                                | До 1993 року Ардебіль був частиною Східного Азербайджану. |      |
| Східний Азербайджан     | Тебриз         | 45,650      | 3,724,620  | 82.3                         | 19                               | |      |
| Західний Азербайджан    | Урмія          | 37,437      | 3,080,576  | 78.8                         | 14                               | В часи династії Пахлаві місто Урмія мало назву Резаїє. |      |
| Бушер                   | Бушер          | 22,743      | 1,032,949  | 45.4                         | 9                                | Спочатку був частиною провінції Фарс. До 1977 остан мав назву Хілідж-е Фарс (Перська затока). |      |
| Чехармехаль і Бахтиарія | Шехре-Корд     | 16,332      | 895,263    | 54.8                         | 6                                | До 1973 року був частиною остану Ісфахан. |      |
| Фарс                    | Шираз          | 122,608     | 4,596,658  | 37.5                         | 23                               | |      |
| Ґілян                   | Решт           | 14,042      | 2,480,874  | 176.7                        | 16                               | |      |
| Голестан                | Горган         | 20,195      | 1,777,014  | 88.0                         | 11                               | 31 травня 1997 року шахрестани Аліябад, Гонбан-е Кавус, Горган, Кордкуй, Мінудашт і Торкаман були відділені від остану Мазандеран і увійшли до складу Голестану. До 1937 Горган мав назву Естераба аюо Естарабад. |      |
| Хамадан                 | Хамадан        | 19,368      | 1,758,268  | 90.8                         | 8                                | Спочатку був частиною Керманшаху. |      |
| Хормозган               | Бендер-Аббас   | 70,669      | 1,578,183  | 22.3                         | 11                               | Спочатку був частиною провінції Керман. До 1977 називався Банадер ва Джазаєр-е Бахр-е Оман (Порти і Острови моря Оман).                                                                                           |      |
| Ілам                    | Ілам           | 20,133      | 557,599    | 27.7                         | 7                                | Спочатку був частиною остану Керманшах. |      |
| Ісфахан                 | Ісфахан        | 107,029     | 4,879,312  | 45.6                         | 21                               | 1986 року деякі частини Центрального остану перейшли до останів Ісфахан, Семнан і Занджан. |      |
| Керман                  | Керман         | 180,836     | 2,938,988  | 16.3                         | 14                               | |      |
| Керманшах               | Керманшах      | 24,998      | 1,945,227  | 77.8                         | 13                               | Від 1950 до 1979 року і сам остан і його столиця називались Керманшахан, а від 1979 до 1995 - Бахтаран. |      |
| Північний Хорасан       | Боджнурд       | 28,434      | 867,727    | 30.5                         | 6                                | 29 вересня 2004 Хорасан поділено на три провінції: Півнчний Хорасан, Разаві Хорасан і Південний Хорасан. |      |
| Хорасан-Резаві          | Мешхед         | 144,681     | 5,994,402  | 41.4                         | 29                               | 29 вересня 2004 Хорасан поділено на три провінції: Півнчний Хорасан, Разаві Хорасан і Південний Хорасан. |      |
| Південний Хорасан       | Бірджанд       | 69,555      | 662,534    | 9.5                          | 8                                | 29 вересня 2004 Хорасан поділено на три провінції: Півнчний Хорасан, Разаві Хорасан і Південний Хорасан. |      |
| Хузестан                | Ахваз          | 64055       | 4,345,607  | 67.8                         | 18                               | |      |
| Кохгілує і Боєрахмед    | Ясудж          | 15,504      | 658,629    | 42.5                         | 5                                | Спочатку був частиною остану Хузестан. До 1990 мав назву Бовір Ахмаді і Кохкілує. |      |
| Курдистан               | Сенендедж      | 29,137      | 1,493,645  | 51.3                         | 9                                | Спочатку був частиною провінції Ґілян. |      |
| Лурестан                | Хорремабад     | 28,294      | 1,754,243  | 62.0                         | 9                                | Спочатку був частиною остану Хузестан |      |
| Меркезі                 | Ерак           | 29,130      | 1,413,959  | 48.5                         | 10                               | Спочатку був частиною Мазандерану. 1986 року деякі частини перейшли до останів Ісфахан, Семнан і Занджан. |      |
| Мазендеран              | Сарі           | 23,701      | 3,073,943  | 129.7                        | 15                               | |      |
| Казвін                  | Казвін         | 15,549      | 1,201,565  | 77.3                         | 5                                | 31 грудня 1996 шахрестани Казвін і Такестан були відділені від остану Занджан і сформували Казвін. |      |
| Кум                     | Кум            | 11,526      | 1,151,672  | 99.9                         | 1                                | До 1995 року Кум був шахрестаном остану Тегеран. |      |
| Семнан                  | Семнан         | 97,491      | 631,218    | 6.5                          | 4                                | Спочатку був частиною остану Мазандеран. У 1986 році деякі частини остану Марказі перейшли до Ісфахану, Семнану і Занджану.                                                                                       |      |
| Систан і Белуджистан    | Захедан        | 181,785     | 2,534,327  | 13.9                         | 8                                | До 1986 провінція називалась Балучестан і Сістан. |      |
| Тегеран                 | Тегеран        | 18,814      | 12,183,391 | 647.6                        | 13                               | До 1986 остан Тегеран був частиною Марказі |      |
| Єзд                     | Язд            | 129,285     | 1,074,428  | 8.3                          | 10                               | Спочатку був частиною остану Ісфахан. В 1986 частина провінції Керман перейшла до Язду. 2002 року шахрестан Табас (55,344 км²) перейшов від Хорасану до Язду.                                                     |      |
| Зенджан                 | Зенджан        | 21,773      | 1,015,734  | 46.6                         | 7                                | Спочатку був частиною Ґіляну. 1986 року деякі частини Марказі перейшли до Ісфахану, Семнану і занджану. |      |
| Іран (загалом)          | Тегеран        | 1,628,554   | 75,149,669 | 46.1                         | 342                              | |      |